# Antoine-Constant de Brancas
Pour les autres membres de la famille, voir Famille de Brancas.
Antoine-Constant de Brancas, né le 16 octobre 1764 à Paris et mort le 21 mai 1809 à Essling (Basse-Autriche) était un militaire français des XVIIIe et XIXe siècles.

## Biographie
Antoine-Constant de Brancas était le fils naturel de Louis-Léon de Brancas, duc de Lauragais, et de la cantatrice Sophie Arnould. Il fut reconnu par son père le 12 juillet 1786.
Sous-lieutenant dans le 104e régiment d'infanterie de ligne le 22 janvier 1792, Antoine-Constant de Brancas passa en la même qualité dans le 5e régiment de hussards le 20 octobre suivant, et fut nommé adjoint aux adjudants-généraux le 31 du même mois.
Il fit la campagne de 1792 à l'armée du Nord. À la bataille de Jemmapes, il enleva une redoute ennemie et eut un cheval tué sous lui. Il se trouva à la bataille de Nerwinde et fut blessé à l'affaire du 8 mai 1793, à Aussun. Seul auprès du général Dampierre avec un trompette-major du quartier-général, il défendit contre les efforts de l'ennemi le corps du général en chef qui, frappé par un boulet, était gisant sur le champ de bataille.
Passé à l'armée de Sambre-et-Meuse, il devint adjudant-général chef de bataillon le 15 mai 1793.
Suspendu de ses fonctions et emprisonné comme suspect, puis mis en liberté, il continua de faire la guerre jusqu'en l'an V, soit à l'armée de Sambre-et-Meuse, soit à celle de Hollande.
Rentré dans la cavalerie le 23 pluviôse an III, il fut employé comme capitaine au 5e régiment de hussards. Il prit part aux opérations des armées d'Helvétie et du Danube, de l'an VI à l'an IX, et passa comme chef d'escadron au 9e de hussards le 21 vendémiaire an VI. À l'affaire du 3 vendémiaire an VII, il enleva à l'ennemi, à la tête du 9e de hussards, qu'il commandait ce jour-là, 4 pièces de canon et un immense butin. Les charges vigoureuses qu'il exécuta le 23 frimaire an IX, à l'affaire de Salzbourg, lui méritèrent encore les éloges du général en chef.
Major du 6e régiment de hussards le 6 brumaire an XII, et membre de la Légion d'honneur le 4 germinal suivant, il fit les campagnes de l'an XIV en Autriche, et celle de 1806 en Prusse.
Élevé au grade de colonel du 11e régiment de cuirassiers le 31 décembre de cette même année, il fit en 1807 la campagne de Pologne, et obtint la croix d'officier de la Légion d'honneur le 11 juillet.
En 1808, il servit à l'armée d'observation du Rhin. En 21 mai 1809, Brancas trouve la mort à la bataille d'Essling.

## Armoiries
| Figure | Blasonnement |
|        | Armes de la famille de Brancas D'azur : au pal d'argent, chargé de deux tours de gueules, ouvertes, ajourées, et maçonnées de sable et accosté de quatre pattes de lion d'or, dont deux mouvantes du flanc dextre posées en barre, et deux du flanc sénestre posées en bandes. |
|        | Armes du baron de Brancas et de l'Empire (décret du 19 mars 1808, lettres patentes du 15 janvier 1809 (Valladolid)) D'azur : au pal d'argent, chargé de deux tours de gueules, ouvertes, ajourées, et maçonnées de sable et accosté de quatre pattes de lion d'or, dont deux mouvantes du flanc dextre posées en barre, et deux du flanc sénestre posées en bandes (de Brancas) ; quartier des barons militaires. Livrées : les couleurs de l'écu. |

### Sources et bibliographie
- A. Lievyns, Jean Maurice Verdot, Pierre Bégat, Fastes de la Légion d'honneur : biographie de tous les décorés accompagnée de l'histoire législative et réglementaire de l'ordre, vol. 4, Bureau de l'administration, 1844 (lire en ligne) ;
- Académie des sciences morales et politiques, Séances et travaux de l'Académie des sciences morales et politiques : compte rendu, vol. 174, Félix Alcan, 1910 ;